# Andrew Fluegelman
Andrew Cardozo Fluegelman (27 noiembrie 1943 - 06 iulie 1985) a fost editor, programator și avocat. Cel mai bine cunoscut ca inventator al ceea ce este acum ca "shareware" cu referire la software. El a fost, de asemenea, editorul fondator al PC World, al Macworld și lider al mișcării New Games în 1970 când a pledat pentru dezvoltarea de jocurilor necompetitive.